# حوزه انتخابیه دهم ویرجینیا
حوزه انتخابیه دهم ویرجینیا یک حوزه انتخابیه مجلس نمایندگان آمریکا است که در ایالت ویرجینیا قرار دارد.